# حاجعلی رزم‌آرا
حاج‌علی رزم‌آرا (۱۰ فروردین ۱۲۸۰ – ۱۶ اسفند ۱۳۲۹) نظامی و سیاستمدار ایرانی، سپهبد نیروی زمینی ارتش شاهنشاهی و نخست‌وزیر ایران از ۵ تیر ۱۳۲۹ تا زمان درگذشتش بود. رزم‌آرا در ۱۶ اسفند سال ۱۳۲۹ توسط خلیل طهماسبی یکی از اعضای گروه فدائیان اسلام در محوطهٔ مسجد شاه تهران ترور شد.

## آغاز زندگی و جوانی
حاج‌علی رزم‌آرا در ۱۰ فروردین ۱۲۸۰ (۹ ذیحجهٔ ۱۳۱۸ قمری)، در شب عید قربان در تهران متولد شد؛ به همین دلیل، «حاج» را به نام او افزودند. علی رزم‌آرا بعدها به نام سپهبد رزم‌آرا در تاریخ سیاسی ایران شهرت یافت. پدرش از افسران تحصیل‌کردهٔ قزاق‌خانه بود؛ از این رو، فرزندش را برای تحصیلات، ابتدا به مکتب‌خانه و سپس به مدارس الیانس، اقدسیه و دارالفنون فرستاد. علی در ۱۷ سالگی وارد مدرسهٔ نظام مشیرالدوله شد و بعد به خدمت بریگاد مرکزی درآمد. در عملیاتی در شمال برای مقابله با جنگلی‌ها (طرفداران میرزا کوچک خان جنگلی) و در آذربایجان غربی کنونی در سرکوب اسماعیل آقا سیمیتقو شرکت مؤثر داشت و در ۱۲۹۹ درجهٔ نایب دومی (ستوان دومی) گرفت.
پس از احراز افسری، بر اثر اقداماتی که کرده بود به درجهٔ سلطانی (سروانی) ترفیع یافت و در سال ۱۳۰۲ با افسران جوان برای فراگیری فنون نظامی، به فرانسه عازم شد.

## تحصیل در فرانسه
در ۱۳۰۲ رزم‌آرا با چند افسر دیگر برای ادامهٔ تحصیل به فرانسه اعزام شد. تحصیلات نظامی را در مدرسه نظامی سن سیر انجام داد و پس از دو سال به ایران بازگشت. وی که وارد رشتهٔ پیاده‌نظام شده بود، از دانشکدهٔ سن سیر فارغ‌التحصیل شد.

## بازگشت به ایران
پس از بازگشت به ایران ضمن تصدی فرماندهی گردان به درجهٔ سرگردی ترفیع یافت. اقدامات او در منصب فرماندهی فوج (هنگ) کرمانشاه به اندازه‌ای چشم‌گیر بود که در سال ۱۳۱۱ با حفظ سمت به کفالت فرماندهی تیپ لرستان نیز منصوب شد و سال بعد با اخذ درجهٔ سرهنگی به پاکسازی منطقهٔ مزبور از عشایر پرداخت. طی سال ۱۳۱۴ به تهران انتقال یافت و در دایرهٔ جغرافیایی ارتش جای گرفت.
وی با انورالملوک هدایت، خواهر صادق هدایت، ازدواج کرد. پس از انتقال به تهران او را مأمور تشکیل دایرهٔ جغرافیایی ارتش کردند. چند ماه بعد مأمور شد معاونت دروس دانشگاه جنگ را عهده‌دار شود. در ۱۳۱۸، پس از ۶ سال خدمت با درجهٔ سرهنگی، به درجهٔ سرتیپی ترفیع یافت و به عضویت شورای عالی جنگ، برگزیده شد.

## استاد دانشگاه جنگ
هنگامی که سپهبد فرانسوا ژرژ ژاندر فرانسوی (به فرانسوی: François-Georges Gendre) دانشگاه جنگ را در ایران بنیان نهاد علی رزم‌آرا به معاونت وی منصوب شد و به سمت استادی رسید. وی که تاکتیک، نقشه‌خوانی و جغرافیای نظامی تدریس می‌کرد. طی سال ۱۳۱۸ پس از نوزده سال خدمت به درجهٔ سرتیپی رسید و به عضویت شورای عالی نظام برگزیده شد. اما هیچ‌گاه نتوانست پست بالاتری در ارتش عهده‌دار شود، علت آن نیز وجود پرونده‌ای در دادسرای ارتش بود که رزم‌آرا را متهم به عدم اجرای حکم اعدام یکی از عشایر می‌کرد. 
در شهریور ۱۳۲۰، که نیروهای متفقین به ایران حمله کردند، او در شورای عالی جنگ در حضور رضاشاه ترک مخاصمه را توصیه کرد. پس از فروپاشی ارتش، در مهر ۱۳۲۰ به فرماندهی لشکر یک در تهران برگزیده شد و آن را دوباره سازمان داد.

## اشغال ایران
شهریور ۱۳۲۰ با حملهٔ متفقین و اشغال ایران در جنگ جهانی دوم، شورای عالی جنگ طرح استخدام سربازان پیمانی را تصویب کرد اما او از امضای آن خودداری کرد. با خروج رضاشاه یاران پیر او نیز بازنشسته شدند و زمینهٔ رشد افسران جوان ایجاد شد. رزم‌آرا نیز به جای سرلشکر بوذرجمهری به فرماندهی لشکر اول مرکز برگزیده شد و سپس به ریاست لشکر آمادگاه تعلیماتی ارتش رسید.

## فرمانده دانشکدهٔ افسری
در سال ۱۳۲۲ که متفقین عدهٔ زیادی از رجال ارتش را به جرم تمایلات فاشیستی بازداشت کردند، وی به ریاست ستاد ارتش برگزیده شد. با افزایش محبوبیت او، فرماندهی دانشکدهٔ افسری و دفتر نظامی شاه نیز به او واگذار شد.

## ریاست ستاد ارتش
در سال ۱۳۲۳ به درجهٔ سرلشکری رسید و از نو به ریاست ستاد ارتش شاهنشاهی بازگشت.
ریاست او بر ستاد ارتش همزمان بود با لو رفتن اتفاقی شماری از اعضای  گروه انتقام که سازمانی مخفی برای مبارزه با افراد مرتبط با بیگانگان بود ولی اعمال نفوذ رزم آرا باعث می‌شود متهمان آزاد و نام بقیه افراد گروه برای عموم فاش نشود.
به گفته کمال حبیب‌اللهی در دوران ریاست رزم آرا بر ستاد ارتش برنامه قدرتمندتر کردن نیروی دریایی شاهنشاهی ایران به‌طور جدی دنبال شد؛ از جمله شروع اعزام نیروی آموزشی به انگلستان و آغاز تلاش برای تسلط کامل نیروی دریایی ایران بر خلیج فارس بدون حضور انگلستان بوده است.

## لشکرکشی به آذربایجان
وقتی احمد قوام در میان تحولات سیاسی جدّی که متوجه آذربایجان بود، در ۱۳۲۴ بر سر کار آمد رزم‌آرا به ریاست ستاد ارتش منصوب شد. این فرصتی بود تا روزنامه‌نگاران دوست رزم‌آرا زمینهٔ حذف مخالفان او را فراهم آورند. انتشار جزوات شرح حال تیمساران برگرفته از اطلاعاتی بود که او در اختیار آنان می‌گذاشت تا افراد مؤثر ارتش را متزلزل کند و مشاغل حساس را در اختیار دوستان خود قرار دهد. اما در آذر ۱۳۲۴ ناگهان از این سمت برکنار شد و اندکی بعد سرلشکر حسن ارفع جایگزین او شد و در ۴۴ سالگی با بازنشستگی اجباری او را از گردونه خارج کرد؛ بنابراین رزم‌آرا برای بازگشت به قدرت ناچار شد با کمک مظفر فیروز و رهبران حزب توده، به احمد قوام (قوام‌السلطنه) نزدیک شود.
پس از خروج نیروهای ارتش سرخ شوروی، در حالی که مذاکرات فرقهٔ دموکرات آذربایجان با دولت قوام ادامه داشت، با دستور شاه، رزم‌آرا ارتش را برای پیشروی در آذربایجان و کردستان آماده ساخت. قوام با این که مهم‌ترین عنصر در خروج نیروهای روس از آذربایجان در ۱۳۲۵ و ضمیمه نشدن آن به اتحاد شوروی بود، ولی در برابر فرقهٔ دموکرات آذربایجان و جمهوری مهاباد، قاطعیت نشان نمی‌داد. نخست به این دلیل که دولت او در ائتلاف با حزب توده، همپیمان سید جعفر پیشه‌وری (رهبر فرقهٔ دموکرات) بود و دوم این که می‌دانست حل مسئلهٔ آذربایجان و آرام شدن فضای سیاسی کشور، برابر است با ائتلاف شاه و مخالفان قوام در مجلس و نتیجتاً سرنگونی‌اش. مذاکرات او با پیشه‌وری نیمه‌کاره ماند آن گاه که شاه و رزم‌آرا نخست به یک تجسس هوایی به خلبانی شاه بر منطقهٔ آذربایجان دست زده و سپس قوام را در عمل انجام شده گذاشته و او را مجبور به همکاری در پیشروی نظامی کردند. اندکی بعد دولت قوام سرنگون شد. او بعدها تأکید کرد که مخالف این کار بود و شاه و رزم‌آرا او را مجبور به این عملیات نظامی کردند.
ظاهراً شاه به رزم‌آرا وعدهٔ نخست‌وزیری داده بود اما ابراهیم حکیمی و سپس عبدالحسین هژیر به نخست‌وزیری رسیدند و صمیمیت سابق میان شاه و رئیس ستاد ارتش از میان رفت. با این حال سپهبد پرافتخار، در میان نیروهای نظامی چنان جایگاهی داشت که برکناری او برابر بود با کودتایی به سبک سردار سپه.
شاه برای جلب رضایت مجدد وی در فروردین ۱۳۲۷ درجهٔ سپهبدی را به رزم‌آرا اعطا کرد و نام او به عنوان چهارمین نفری که صاحب این درجه شد در تاریخ ارتش ایران به ثبت رسید.

## نخست‌وزیری
این‌ها آرزوهای علی رزم‌آرا را برآورده نمی‌کرد. چرا که همه او را با رضا شاه مقایسه می‌کردند. از این رو در انتخابات دورهٔ شانزدهم در ۱۳۲۸ تصمیم به مداخله گرفت و موفق هم بود؛ ولی با کشته شدن عبدالحسین هژیر (وزیر دربار وقت) انتخابات تهران دوباره تکرار شد و با مقابلهٔ فضل‌الله زاهدی رئیس شهربانی که رقیب دیرینهٔ او به‌شمار می‌رفت، نامزدهای جبههٔ ملی و هواداران ملی شدن نفت، به مجلس راه یافتند تا نیرومندترین «اقلیت» تاریخ پارلمانی ایران را برسازند. در تیرماه ۱۳۲۹ مجلسی که ظاهراً در اکثریت هواداران رزم‌آرا بود، رأی تمایل به نخست‌وزیری او داد و شاه به‌ناچار آن را پذیرفت و در ۵ تیر ۱۳۲۹ او را به نخست‌وزیری منصوب کرد؛ ولی دربار، جبههٔ ملی در مجلس و نیروهای مذهبی به رهبری سید ابوالقاسم کاشانی در خیابان، از سه جهت بر او می‌تاختند؛ به‌طوری‌که او با داشتن دولت، ارتش و اکثریت پارلمان، و در شرایطی که چراغ سبز دو ابرقدرت شوروی و بریتانیا را نیز همراه داشت، یکی از ضعیف‌ترین دولت‌های ایران را در اختیار داشت.
جعفر شریف‌امامی که در دولت رزم‌آرا وزیر راه بود و از نزدیک با او کار کرده است، سالها بعد اینگونه از او یاد می‌کند:
رزم‌آرا یک مرد فوق‌العاده فعال، پشتکاردار، منظم و پرکار بود. به این معنی که دیدم جلسه هیئت دولت که داشتیم ساعت هفت، هفت و نیم شب شروع می‌شد تا ساعت ده و نیم یازده ممکن بود طول بکشد.
ساعت یازده به بعد هم کارهایی وزراء داشتند با خود او که باید خارج از هیئت با او صحبت بکنند؛ مثلاً لازم بود مطلبی را با او صحبت بکنم که مربوط به دولت نمی‌شد ولی باید نخست‌وزیر یک نظر می‌داد می‌دیدم از او وقت می‌خواستند. حالا ساعت یازده بود یا یازده و ربع بود ساعت چهار صبح وقت می‌داد که بیایند ببینندش و بعد من تعجب می‌کردم پرسیدم که چطور چنین چیزی ممکن است گفتند او چهار ساعت در شبانه‌روز بیشتر نمی‌خوابد.
رزم‌آرا قصد داشت قرارداد الحاقی نفت (معروف به قرارداد گس–گلشائیان) را در مجلس به تصویب برساند، اما مخالفت جدّی و گستردهٔ جبههٔ ملی به وی اجازهٔ این کار را نداد که این امر موجب شد که او در ۵ دی ۱۳۲۹ لایحهٔ قرارداد الحاقی را از مجلس پس بگیرد.
اندیشهٔ ملی شدن نفت در میان مردم گسترش یافته بود و رزم‌آرا توان مقابله با آن را نداشت.
با این حال هنگام معرفی هیئت وزیران به شاه و مجلسین، شش وزارتخانهٔ دولت او وزیر نداشت و کابینه بدون وزیر امور خارجه، راه، پست و تلگراف، کار و دارایی تصویب شد. در مجلس سنا احمد متین‌دفتری، سید محمد تدین، سرلشکر فضل‌الله زاهدی، حسین دادگر، محمود حسابی و عبدالحسین نیکپور هیچ‌گاه از مخالفت با رزم‌آرا دست برنداشتند.
در مجلس شورای ملی نیز فراکسیون هشت‌نفری جبههٔ ملی به رهبری محمد مصدق با او از در جنگ برآمدند.
مصدق در سخنرانی خود در مجلس شورای ملی خطاب به رزم‌آرا می‌گوید:
خدا شاهد است اگر ما را بکشند. پارچه پارچه بکنند، زیر بار حکومت این جور اشخاص نمی‌رویم وحدانیت نیت حق خون می‌کنیم، خون می‌کنیم، می‌ریزیم، و کشته می‌شویم (با عصبانیت) اگر شما نظامی هستید من از شما نظامی‌ترم می‌کشم همین‌جا شما را می‌کشم.
نخست‌وزیری رزم‌آرا با جنجال نفت همراه بود و او ناگزیر شد لایحهٔ قرارداد گس-گلشائیان را که دولت محمد ساعد به مجلس داده بود پس بگیرد. کابینهٔ او چند بار مورد استیضاح قرار گرفت و در نهایت با سخنانی که دربارهٔ عدم توانایی ملت ایران در ادارهٔ صنعت نفت ایران ابراز کرد، همگان رزم‌آرا را بزرگ‌ترین مانع بر سر ملی شدن نفت شناختند.
رزم‌آرا چنین استدلال می‌کرد که ما توان فنی در اختیار گرفتن کامل صنعت نفت را نداریم و باید به افزایش سهم ایران از سود حاصل، به پنجاه درصد رضایت دهیم. همین باعث شد تا او را به عنوان یک خائن به منافع ملی ایران معرفی کنند. در بیرون از مجلس نیز جریان‌های گوناگون کشور از دربار تا اسلامگرایان تندرو ائتلافی بر ضد رزم‌آرا ایجاد کرده بودند.
وقایع مهم در کابینهٔ رزم‌آرا عبارت است از: طرح رسمی پیشنهاد ملی شدن صنعت نفت در مجلس شورای ملی، تشکیل کنفرانس اقتصادی کشورهای اسلامی در تهران، عقد قرارداد بین ایران و آمریکا برای استفاده از کمک مالی آمریکا، امضای موافقت‌نامهٔ بازرگانی ایران و شوروی، ازدواج شاه با ثریا اسفندیاری بختیاری، فرار سران حزب توده از زندان، ورود کریم آقاخان پیشوای فرقهٔ اسماعیلیه به تهران، تحصن عده‌ای از مدیران و نویسندگان روزنامه‌ها در مجلس شورای ملی.

## ترور
در روز ۱۶ اسفند سال ۱۳۲۹ سپهبد حاجعلی رزم آرا در مسجد شاه تهران در حالی که به مجلس ختم میرزامحمد فیض قمی می‌رفت، توسط خلیل طهماسبی کشته شد. طهماسبی در همان لحظه دستگیر شد و خود را عبدالله موحد معرفی کرد. او عضو فدائیان اسلام، گروه اسلامگرای وابسته به نواب صفوی بود، که آن زمان در اتحاد با کاشانی و جبههٔ ملی بود، و همان روز مسئولیت قتل را به عهده گرفت.
سید محمد واحدی از اعضای برجستهٔ فداییان اسلام و مهدی عراقی، در خاطرات خود ادعا می‌کنند رهبران جبههٔ ملی برای جلوگیری از اقدامات رزم‌آرا و حتی احتمال کودتا توسط وی، از فداییان اسلام درخواست می‌کنند رزم‌آرا از سر راه نهضت ملی برداشته شود. مهدی عراقی از اعضای فداییان اسلام در خاطرات خود می‌گوید: در جلسه‌ای با حضور نواب صفوی، مظفر بقائی، حسین فاطمی، محمود نریمان، عبدالقدیر آزاد، ابوالحسن حائری‌زاده، کریم سنجابی، علی شایگان و حسین مکی از طرف جبههٔ ملی حضور پیدا می‌کنند و فاطمی تأکید می‌کند که من اصالتاً از طرف خودم هستم و وکالتاً از طرف مصدق (چون کسالت داشت) و ایشان گفته‌اند هر تصمیمی که در این جلسه گرفته شود «برای خود من هم لازم‌الاجرا است.»
اما خلیل طهماسبی در متون بازجویی خود اعلام کرد در آن جلسه حائری‌زاده از طرف مصدق حضور یافته بود. سید محمد واحدی در خاطرات خود مدعی است که نواب صفوی طی دو جلسهٔ طولانی به شرط اجرای احکام اسلام در صورت به قدرت رسیدن جبههٔ ملی، پیشنهاد اعدام انقلابی رزم‌آرا را پذیرفت و جبههٔ ملی نیز متعهد شد در صورت موفقیت، خواسته‌های فداییان اسلام را عملی نماید.
همچنین نواب صفوی در این مورد با کاشانی نیز ملاقات و گفتگو کرد و کاشانی هم قول داد «بگذار مرحلهٔ اول رزم‌آرا برود، بقیهٔ کارها درست می‌شود.» در سندی که متن بازجویی از خلیل طهماسبی در سال ۱۳۳۴ را نشان می‌دهد، وی ادعا کرده جلساتی با رهبران جبههٔ ملی و کاشانی داشته است ولی از اشخاص، فقط نام بقائی، مکی، کاشانی و فاطمی را ذکر کرده است و از بقیه با عنوان «وکلای اقلیت که نامشان در خاطرم نیست» نام برده است. در دادنامهٔ دادستان ارتش مورخ ۱۸ دی ۱۳۳۴ علیه فداییان اسلام پس از بازداشت گسترده به‌دلیل سوءقصد ناموفق به حسین علاء، به سابقهٔ ترور رزم‌آرا با معاونت «بعضی از نمایندگان اقلیت در دورهٔ شانزدهم مجلس شورای ملی» اشاره شده است. و پای کاشانی، بقایی، حائری‌زاده، مصدق و شایگان نیز به میان کشیده شد. اما با توجه به نبود مدرک و عدم اثبات ادعا توسط دادستان، پرونده مختومه گردید.
مرتضی کاشانی می‌گوید:

در روز ترور، اسدالله علم که خود مشوق رزم‌آرا برای حضور در مسجد بود پس از اطلاع از قتل رزم‌آرا به نزد شاه رفته و اعلام می‌دارد: 
 کلک او کنده شد.
محمد حسنین هیکل روزنامه‌نگار شهیر مصری می‌نویسد: «بعداً شوهر اشرف (پهلوی) به من گفت وقتی که خبر ترور رزم‌آرا را به شاه دادند، گیج شد. او نمی‌توانست باور کند که نخست‌وزیرش بدین طریق از صحنه محو شده باشد». شاه بعد از شنیدن خبر گفت: «نمی‌توانم باور کنم، نمی‌دانم چه کار بکنم».
فردای ترور رزم‌آرا، روزنامهٔ «نبرد ملت» ارگان فدائیان اسلام، تیتر زد «رزم‌آرا به جهنم رفت و سایر خائنین به‌دنبال او رهسپار می‌شوند.» این تیتر را امیرعبدالله کرباسچیان، مدیر روزنامه زده بود. روزنامه دو قران بود، تا ساعت ده به ۲ تومان رسید؛ ۳ بار هم چاپ شد. شنبه صبح ابراهیم کریم‌آبادی، مدیر روزنامهٔ «اصناف» عکسی چاپ کرد که در آن نواب صفوی دستش را روی سر سید حسین امامی و خلیل طهماسبی گذاشته بود و نوشت: «این دو مرد حق تربیت‌شدهٔ این مرد حق‌اند.» و اعلامیهٔ نواب صفوی را با این تیتر چاپ کرده بود که «اعلام ما به دشمنان اسلام و غاصبین حکومت اسلامی ایران، شاه و دولت» و زیرش نوشته بود «حضرت استاد خلیل طهماسبی معروف به عبدالله موحد رستگار، طبق فرمان خدا رزم‌آرا را از میان برداشت. چنانچه دربار در عرض یک هفته از این سرباز برومند اسلام، حضرت خلیل طهماسبی عذرخواهی نکرده و آزاد ننماید، دربار را کن فیکون خواهیم کرد»
پس از دستگیری خلیل طهماسبی به اتهام قتل رزم‌آرا، «یک اعلامیه از طرف نواب صفوی (رهبر فدائیان اسلام) صادر شد که در بالای آن «هوالعزیز» نوشته شده بود. این اعلامیه خطاب به شاه صادر شده بود» و «قاطعانه به شاه دستور می‌داد که باید فرمان آزادی قاتل رزم‌آرا را صادر کند، و برای هرگونه آزاری که وی در زمان بازجویی توسط پلیس دیده است، از او عذرخواهی نماید.»

مجلس شورای ملی در دورهٔ شانزدهم در تاریخ ۱۶ مرداد ۱۳۳۱ به درخواست شمس قنات‌آبادی (از یاران کاشانی) در ماده واحده‌ای به قید ۳ فوریت چنین تصویب کرد:
چون خیانت حاجعلی رزم‌آرا بر ملت ایران ثابت گردیده هر گاه قاتل او استاد خلیل طهماسبی باشد به موجب این قانون مورد عفو قرار می‌گیرد و آزاد می‌شود.
در این نشست مجلس مظفر بقائی رهبر حزب زحمت‌کشان ملت ایران در این باره چنین گفت: «چون سپهبد علی رزم‌آرا در دوران ریاست ستاد ارتش و ریاست دولت تمام توانایی و قدرت ناشی از مقامات فوق را علیه مشروطیت و نابود کردن مبانی حکومت ملی و آزادی ایران که محصول قربانی‌ها و مجاهدات مردم این کشور است به‌کار برده به‌طوری‌که قطع نظر از سوءاستفاده از مقام دولتی خود عملاً مقدم علیه حکومت ملی و آزادی ایران قرار گرفت تا آن‌جا که از هیچ قانون‌شکنی من‌جمله مداخله و ارعاب و تخویف دستگاه قضایی و قوهٔ مقننه دریغ نکرد و بالنتیجه آثار حکومت ملی و آزادی و مصونیت قانونی افراد بر اثر تجاوزات و قلدری این شخص به‌کلی نابود شد؛ بنابراین امضاکنندگان زیر آقای استاد خلیل طهماسبی را تجسم ارادهٔ ملی و عمل او را اجرای قضاوت افکار عمومی دانسته رجاء واثق داریم که به احترام افکار عمومی و حکومت مشروطهٔ ایران از طرف دادگاه رأیی برخلاف عدل و وجدان صادر نخواهد گردید چه در این مورد ملت ایران است که مشمول رأی قضات آن دادگاه قرار خواهد گرفت»
خلیل طهماسبی پس از تصویب این ماده واحده و توشیح شاه آزاد شد ولی پس از کودتای ۲۸ مرداد، دوباره بازداشت شد، بنابر گفته فداییان اسلام، رزم‌آرا، هیچ اختلافی با شاه نداشت و شاه دشمن ملی شدن نفت بود.
جعفر شریف امامی وزیر راه در دولت رزم آرا در مصاحبه ای دلیل ترور او را مسائل مربوط به نفت دانسته است. یک هفته قبل از ترور، رزم آرا در هیئت دولت با خوشحالی پاکتی از جیبش درمی‌آورد و اعلام می‌کند که این مژده را به شما می‌دهم که مسئله نفت را حل کردم ولی دربارهٔ جزئیاتش چیزی نمی‌گوید.
فردای قتل رزم‌آرا، در روز ۱۷ اسفند ۱۳۲۹ کمیسیون نفت، پیشنهاد ملی کردن صنعت نفت را تصویب و اعلام کرد. قانون ملی شدن صنایع نفت در مجلس شورای ملی در تاریخ ۲۷ اسفند ۱۳۲۹ و در مجلس سنا در تاریخ ۲۹ اسفند ۱۳۲۹ به تصویب رسید.

### ابهامات در ترور رزم‌آرا
در مورد علت ترور رزم‌آرا و این‌که آیا قاتل او خلیل طهماسبی بوده است از همان دوران بین افراد گوناگون در صحت موضوع، اختلاف و ابهاماتی وجود داشت.
مرتضی کاشانی می‌گوید: در مصاحبه‌ای نظرش را چنین ابراز داشت: «این عمل به نفع ملت ایران بود و این گلوله و ضربه عالی‌ترین و مفیدترین ضربه‌ای بود که به پیکر استعمار و دشمنان ملت ایران وارد آمد. قاتل رزم‌آرا باید آزاد شود؛ زیرا این اقدام او در راه خدمت به ملت ایران و برادران مسلمانش بوده است.»
مصدق در خاطرات خود می‌گوید:
 قاتل رزم‌آرا هر که بود رفع کدورت از ذهن اعلیحضرت کرد.
روایت دیگر، توطئهٔ دربار را در این مورد مطرح می‌کند و طبق آن اگرچه خلیل طهماسبی قصد این کار را داشت ولی در واقع گلولهٔ او به رزم‌آرا نخورد، بلکه نخست‌وزیر ایران با گلوله‌ای با کالیبر بزرگ مربوط به یک اسلحهٔ کلت کمری که تنها در اختیار ارتش بود، کشته شده است و ضارب واقعی یک گروهبان ارتش از محافظان رزم‌آرا به نام مصطفی پازوکی بود که با هماهنگی دربار و شخص اسدالله علم این قتل را انجام داده است. بنابر روایتی، در آن مقطع، شاه مخالف رزم‌آرا بوده و از آن می‌ترسید که رزم‌آرا کودتا کرده و قدرت را در دست بگیرد.
اما در برابر این ادعا محمدمهدی عبدخدایی، (که در سال ۱۳۳۱، حسین فاطمی، وزیر امور خارجه، را ترور کرد) از یاران نزدیک نواب صفوی و خلیل طهماسبی، ترور رزم‌آرا را کار گروه خود دانسته و ماجرای «ترور رزم‌آرا از سوی دربار» را افسانه‌سرایی جبههٔ ملی می‌داند.
سعید فاطمی خواهرزادهٔ سیدحسین فاطمی و از فعالان جبهه ملی در گفت‌وگو با ماهنامهٔ چشم‌انداز ایران در تابستان ۱۳۸۰ می‌گوید: «گلوله‌ای که مغز رزم‌آرا را متلاشی کرد و اکنون در موزهٔ جنایات شهربانی نگهداری می‌شود گلولهٔ کلت است در حالی‌که خلیل طهماسبی اسلحه براونینگ بلژیکی داشت … گلوله‌ای که رزم‌آرا را کشت از اسلحهٔ گروهبان دربار، الله‌وردی شلیک شد.»
در مورد علت ترور رزم‌آرا و این که آیا قاتل او خلیل طهماسبی بوده است از همان دوران بین افراد گوناگون در صحت موضوع محل نزاع بود.
ابوالفضل لسانی وکیل خلیل طهماسبی پس از مطالعهٔ پرونده و نوع گلوله‌ها متوجه می‌شود که گلوله‌ها با هم فرق دارند و گلولهٔ چهارمی که باعث مرگ رزم‌آرا شده است از نوع دیگری است. او موضوع را به طهماسبی می‌گوید ولی طهماسبی قبول نکرده و در پاسخ شفاهی اظهار می‌دارد که: «شما می‌خواهید افتخار مرا بگیرید و از بین ببرید».
در مورد تناقضات پروندهٔ تیمسار رزم‌آرا و خلیل طهماسبی مواردی آمده است که می‌توان آن را در میان اوراق بازجویی خود طهماسبی پیدا نمود. در صفحهٔ ۸۰ کتاب ناگفته، عراقی می‌گوید: «که یک خواهری بود که در موقعی که رزم‌آرا نزدیک شد اسلحه را منتقل کرد به خلیل، قبل از آن خلیل اسلحه در اختیارش نبود» اما در اوراق بازجویی طهماسبی می‌گوید که اسلحه را از نواب گرفته است. کتاب اسرار قتل رزم‌آرا نوشتهٔ محمد ترکمان اسناد مربوط به بازجویی‌های طهماسبی در این مورد و حاضران و محافظان رزم‌آرا را با ذکر موارد تناقض در بیانات آنان نشر داده است.
در مورد تناقضات پروندهٔ تیمسار رزم‌آرا و خلیل طهماسبی مواردی آمده است که می‌توان آن را در میان اوراق بازجویی خود طهماسبی پیدا نمود. در ص ۸۰ کتاب ناگفته عراقی می‌گوید:
«که یک خواهری بود که در موقعی که رزم‌آرا نزدیک شد اسلحه را منتقل کرد به خلیل، قبل از آن خلیل اسلحه در اختیارش نبود»
اما در اوراق بازجویی طهماسبی می‌گوید که اسلحه را از نواب گرفته است.
کتاب اسرار قتل رزم‌آرا نوشتهٔ محمد ترکمان اسناد مربوط به بازجویی‌های طهماسبی در این مورد و حاضران و محافظان رزم‌آرا را با ذکر موارد تناقض در بیانات آنان نشر داده است.

### مخالفان ترور رزم‌آرا و کتاب‌هایی که در این رابطه چاپ شدند
1. سال‌های بحرانی –خاطرات ناصر قشقایی - صفحات۱۲۴ الی ۱۲۶ نشر رسا ۱۳۶۶
2. خاطرات سیاسی – سرهنگ مصور رحمانی -۱۳۶۴ انتشارات رواق
3. آن سوی خاطره‌ها - خاطرات سرتیپ شایان فر - وکیل مدافع نواب صفوی
4. رحمانی، غلامرضا؛ خاطرات سیاسی، تهران، رواق، بی‌تا، صص۲۷۰–۲۷۶.
5. خاطرات جعفر شریف‌امامی - پروژه تاریخ شفاهی ایران - نشر نگاه امروز ۱۳۸۰ ص ۱۳۵
6. سیری در نهضت ملی شدن نفت - خاطرات شمس قنات‌آبادی - ۱۳۷۷ - در ص ۲۱۰ الی ۲۲۰
7. پروژه تاریخ شفاهی ایران – مصاحبه بقایی با حبیب لاجوردی مصاحبهٔ دوم ۴ ژوئن ۱۹۸۶- ص ۱۳۶ الی ۱۴۹
8. گذشته چراغ راه آینده است، بی‌تاریخ -ص ۵۴۰–۵۴۲ به نقل از مجله خواندنیها ش ۳۹ و ۴۲ و ۴۴
9. طلوعی، محمود؛ بازی قدرت، تهران، علم، ۱۳۷۳، ج۱، ص ۴۵۰ الی ص۴۵۵
10. خاطرات حسن گرامی - مرکز اسناد انقلاب اسلامی -تدوین صمد قائم‌پناه -۱۳۸۸
11. خاطرات مرتضی کاشانی - مرکز اسناد انقلاب اسلامی -تدوین حبیب‌الله مهر جو -۱۳۹۰
12. اسرار قتل رزم‌آرا - محمد ترکمان - انتشارات رسا
13. نامه روزگار - نصرالله خازنی - پروژه تاریخ شفاهی ایران

## خانواده
از رزم‌آرا ۵ فرزند به‌نام‌های نوذر، هرمز، سیمین، کامبیز و پرویز باقی ماند. برادر او سرتیپ حسینعلی رزم‌آرا رئیس دایرهٔ جغرافیایی ارتش بود. برادر دیگر او منوچهر رزم‌آرا متخصص قلب است و در کابینهٔ شاپور بختیار، وزیر بهداری بوده است. آرامگاه رزم‌آرا در باغ طوطی در حرم شاه عبدالعظیم است.

## تألیفات
دوره کتاب‌هایی با عنوان «جغرافیای نظامی ایران» به‌نام اوست. چند مقاله و نوشتار بلند هم دربارهٔ بلوچستان انگلیس، ترکستان شوروی، قفقاز، ترکیه، افغانستان، گیلان، مازندران و عربستان به‌صورت جزوه و کتاب کوچک منتشر کرده است.